# Галимов, Хазиахмет Гирфанутдинович
Галимов (псевдоним Бухарский) Хазиахмет Гирфанутдинович (тат. Галимов Хаҗиәхмәт Гыйрфанетдин улы, 1 января 1899, Сатламышево — 13 мая 1974, Уфа) — актёр, режиссёр Башкирского государственного театра драмы. Народный артист Башкирской АССР (1944), Заслуженный артист РСФСР (1949). Член Союза театральных деятелей (1938).

## Биография
Галимов Хазиахмет Гирфанутдинович родился 1 января 1899 года в деревне Сатламышево Свияжского уезда Казанской губернии (ныне входит в Апастовский район Республики Татарстан).
В 1918 году окончил Кыштымское реальное училище. В 1931—1933 годах учился на режиссёрско-педагогическом факультете Московского государственного театрального учебно-производственного комбината (ныне РАТИ-ГИТИС).
Место работы: с 1919 года работал в системе народного образования в городе Златоуст и актёром — режиссёром любительского театра. В 1923—1968 годах — актёр, режиссёр, администратор, директор и художественный руководитель, заведующей музеем театра Башкирском театре драмы. В 1926—1952 годах преподавал в Башкирском театрально-художественном училище в Уфе.
Как режиссёр поставил спектакли: «Отелло» У. Шекспира, «Коварство и любовь», «Бай и слуга», «Фетнә» («Мятеж» по роману Д. А. Фурманова), «Любовь Яровая» К. А. Тренёва, «Күтәрелгән сиҙәм» («Поднятая целина» по одноимённому роману М. А. Шолохова), «Дуҫлыҡ һәм мөхәббәт» («Дружба и любовь») Мифтахова и др.
Скончался 13 мая 1974 года. Похоронен в Уфе.

### Семья
- Брат — актёр, режиссёр и педагог Валиахмет Гирфанутдинович Галимов (1908—1994), народный артист РСФСР.

## Роли
Кулуй Балтасов («Салауат» — «Салават» Б. Бикбая), Мамаев («Балҡанда, йәки Зимагорҙар» — «В Балкане, или Зимогоры» по пьесе С. М. Мифтахова «Зимагорҙар»), Салих-бай («Бай һәм хеҙмәтсе» — «Бай и слуга» Х. Н. Хамзы), Добчинский («Тикшереүсе» — «Ревизор» Н. В. Гоголя), Шмага («Ғәйепһеҙ ғәйеплеләр» — «Без вины виноватые» А. Н. Островского), фон Кальб и Вурм («Мәкер һәм мөхәббәт» — «Коварство и любовь» Ф.Шиллера).
В 1940 году Галимов Хазиахмет Гирфанутдинович снялся в фильме «Салават Юлаев» в роли Рысабая.

## Награды и звания
- Народный артист Башкирской АССР (1944).
- Заслуженный артист РСФСР (1949).
- Орден Трудового Красного Знамени (1955).